# Tolosa (La Plata)
Tolosa es una localidad del partido de La Plata, en la provincia de Buenos Aires, Argentina.

## Historia

### Orígenes
El pueblo fue fundado en 1871, en tierras que Martín José Iraola tenía en el Partido de Ensenada, y que había heredado de su padre. Entre los motivos que impulsaron a Iraola a fundar este poblado, pueden citarse:
- La llegada del ferrocarril desde Buenos Aires a Ensenada, ocurrida ese mismo año. Esto ocurrió luego de que el 25 de marzo de 1870 visitara Ensenada el presidente Domingo Faustino Sarmiento, invitado por el ingeniero estadounidense Guillermo Wheelwright.
- Las epidemia de fiebre amarilla, que llevaba varios años y se agravó a principios de 1871, causando que la población de Buenos Aires iniciara un éxodo hacia las localidades vecinas de Belgrano, Morón, Flores, San Isidro y otros lugares que distaran del foco de contagio.
- A causa de lo anterior, el Gobierno dictó el cierre de los saladeros y graserías ubicados sobre el Riachuelo, pues se estimó que, a través de los desagües, constituían una fuente de contaminación de aquella vía de agua. Antonino Cambaceres y Juan Berisso instalaron por esta causa sus saladeros en Ensenada y en lo que después sería la ciudad de Berisso.
- La cercanía con el Camino Blanco a Ensenada, y el Camino Real a Magdalena.

Tres años después de la fundación de Tolosa, la Municipalidad de Ensenada fundó un nuevo cementerio entre las actuales calles 524, 526, 118 y 120. Funcionó hasta 1913, cuando fue clausurado por la Municipalidad de La Plata, dado que ya estaba funcionando desde 1887 el cementerio de La Plata.
En 1875 fue creada en calle 2 entre 529 y 530 la primera escuela de Tolosa; se trató de una iniciativa privada a cargo de la maestra Ángela Altube, quien desde 1872 estaba radicada en la localidad. La primera escuela pública recién sería fundada en 1879 en calle 2 número 178, tras una petición de un grupo de vecinos de Domingo Faustino Sarmiento, quien se desempeñaba como presidente del Consejo General de Educación. Este establecimiento estuvo a cargo de Emilio C. de Pimentel y su hija María T. Pimentel Coton.
El nombre Tolosa
El nombre Tolosa fue un homenaje de Martín J. Iraola a la localidad homónima en el País Vasco, donde habían nacido sus abuelos Martín Lorenzo Iraola y María Francisca Brid, quienes llegaron a la Argentina a fines del siglo XVIII.

### La fundación de La Plata
Martín J. Iraola falleció en 1877, quedando la administración de Tolosa en manos de su esposa Francisca Ocampo y su hermana, Antonia Iraola. Pocos años después, en 1882, estas tierras fueron expropiadas por el gobernador Dardo Rocha para fundar la ciudad de La Plata, nueva capital de la provincia. Para eso, parte del trazado de Tolosa tuvo que ser modificado, ya que se superponía con el sector norte de la traza de La Plata. Además, el casco de estancia de Iraola fue transformado en el parque Buenos Aires, y su chalet se utilizó por varios años como oficina de delineaciones y residencia del vicegobernador.
En 1882 también se extendió el ferrocarril desde Ensenada hasta Tolosa, cuya estación fue nombrada como estación La Plata y recién pasó a llamarse estación Tolosa en 1884. Cinco años más tarde comenzaron a construirse los talleres del Ferrocarril del Oeste, quedando inaugurados en 1887. Para que pudieran vivir los cientos de trabajadores que eran ocupados en estos talleres, al año siguiente queda inaugurado el barrio de las Mil Casas, una iniciativa privada llevada adelante por Juan de la Barra y su esposa Emma de la Barra.

### El cincuentenario
Al cumplirse los 50 años de la fundación de Tolosa, fue inaugurado el busto del fundador del pueblo en la plaza Iraola. Durante estos festejos se colocó una caja de plomo enterrada bajo ese monumento, con firmas de los primeros pobladores de la zona. Además, a partir de esa fecha comenzó a celebrarse el aniversario de fundación de Tolosa cada 7 de julio, por el Día de San Fermín.

### El centenario
Llegado el centenario en 1971, el intendente de La Plata, coronel Franco A. Icazatti, solicitó una investigación para esclarecer la fecha de fundación de Tolosa. De la misma se informó que al no existir una acta fundacional, la única documentación válida era el acta de aprobación del trazado de Tolosa por parte del Departamento Topográfico de la Provincia de Buenos Aires, fechada el 20 de diciembre de 1871. Pese a esto, el intendente decidió mantener el 7 de julio de 1871 como fecha de la fundación. Sin embargo, en 1977 el gobernador de facto Ibérico Saint-Jean firmó un decreto oficializando como fecha de fundación al 20 de diciembre de 1871.

## Hitos del barrio

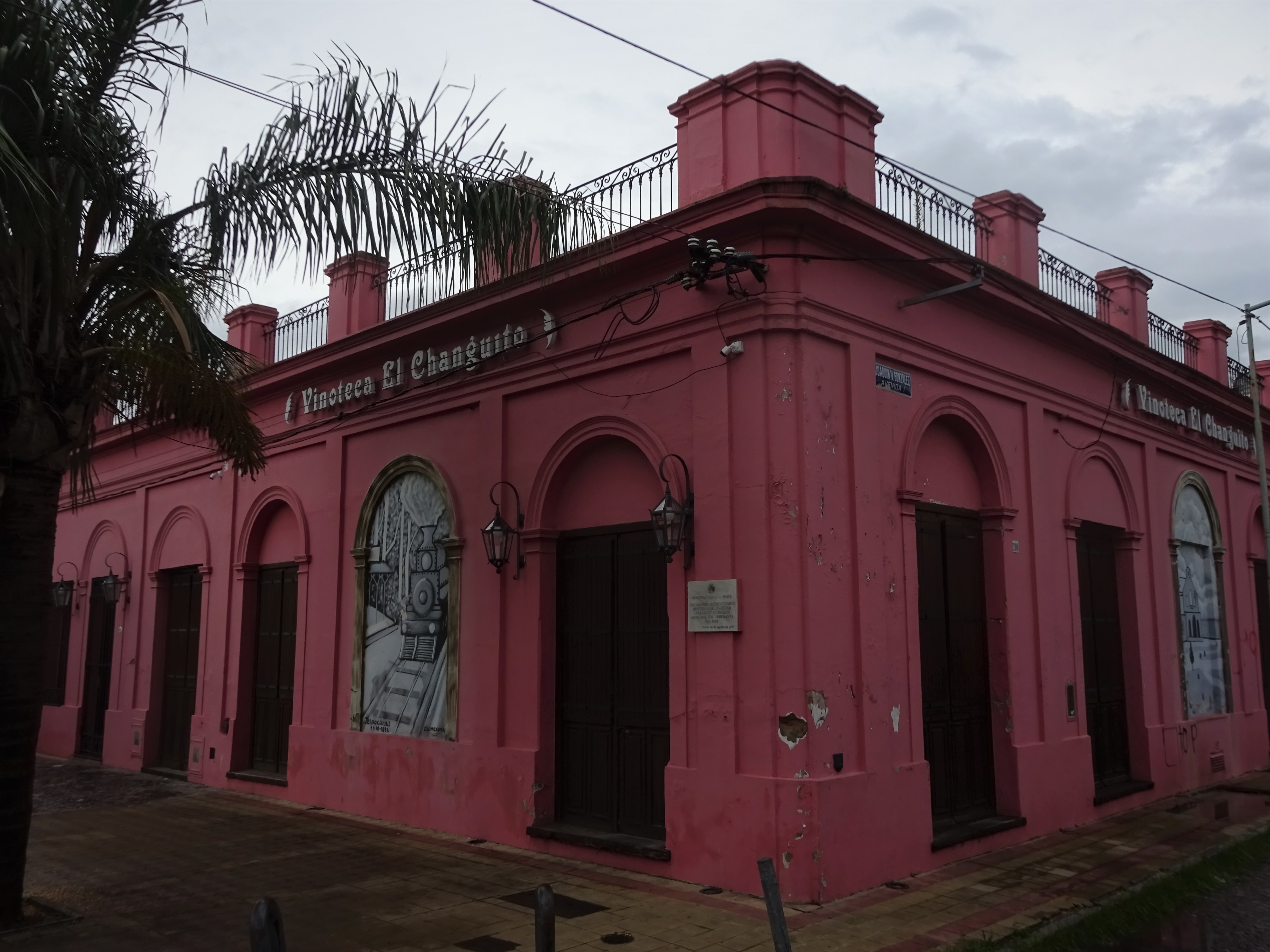

### Arquitectura
- Esquina sin ochava

La esquina de 1 y 528 bis es una de las pocas de Tolosa que carece de ochava, y data de 1871, año de fundación del pueblo. Era la residencia de Eduardo Miche, quien desde 1860 administraba la estancia Iraola. Una leyenda urbana dice que allí solía parar el gobernador Juan Manuel de Rosas cuando viajaba a Ensenada, sin embargo Rosas se había exiliado en el Reino Unido en 1852, tras ser derrotado por Justo José de Urquiza en la batalla de Caseros. Luego de la fundación de La Plata en 1882, se convirtió en la primera sucursal en la ciudad del banco Provincia, hasta 1884. Finalmente funcionó como restaurante, depósito, y desde 2006 existe allí una vinería. En 1998 el Concejo Deliberante de La Plata lo declaró patrimonio arquitectónico e histórico de la ciudad.
- Estación Tolosa

Fue inaugurada en octubre de 1882, cuando el Ferrocarril del Oeste extendió un ramal desde la estación Ensenada, para traer personas y material de construcción a la ciudad de La Plata, que sería fundada el mes siguiente. En 1890 pasa a formar parte del Ferrocarril del Sud, integrándose al Ferrocarril General Roca en 1946.
- Talleres ferroviarios

Fueron diseñados por el ingeniero Otto Krause, y su construcción se desarrolló entre 1885 y 1887. En el momento de su inauguración ocupaban más de 2 hectáreas de superficie, siendo los talleres ferroviarios más grandes de Sudamérica.
En 1890 los talleres son vendidos al Ferrocarril del Oeste, quien les dio poco uso a causa de la crisis de 1890. Esto derivó en varios conflictos, siendo el más recordado la huelga ferroviaria de Tolosa de 1896, que se extendió por varios meses.
En 1902 el tren pasó a manos del Ferrocarril del Sud, que en 1905 decidió cerrar los talleres de Tolosa, y trasladarlos a Liniers.
Algunos galpones de los antiguos talleres volvieron a usarse por algunos años durante la presidencia de Juan Domingo Perón, tras la creación del Ferrocarril General Roca. En 1995 los talleres pasaron a manos de la empresa Transporte Metropolitano S.A..
En 2019 fue inaugurado un nuevo taller de reparación y mantenimiento de las unidades, tras demoler el antiguo galpón de carpintería en 2017.
- Museo Ferroviario de Tolosa

En 1996 fue fundada la sede Tolosa del Ferroclub Argentino, en el antiguo galpón de herrería de los talleres ferroviarios. Se le impuso el nombre de Ingeniero Pedro Saccaggio al museo ferroviario en 2004, comenzando a funcionar en un galpón anexo. Puede ser visitado los días sábados de 10:00 a 18:00 hs.
- Barrio de las Mil Casas

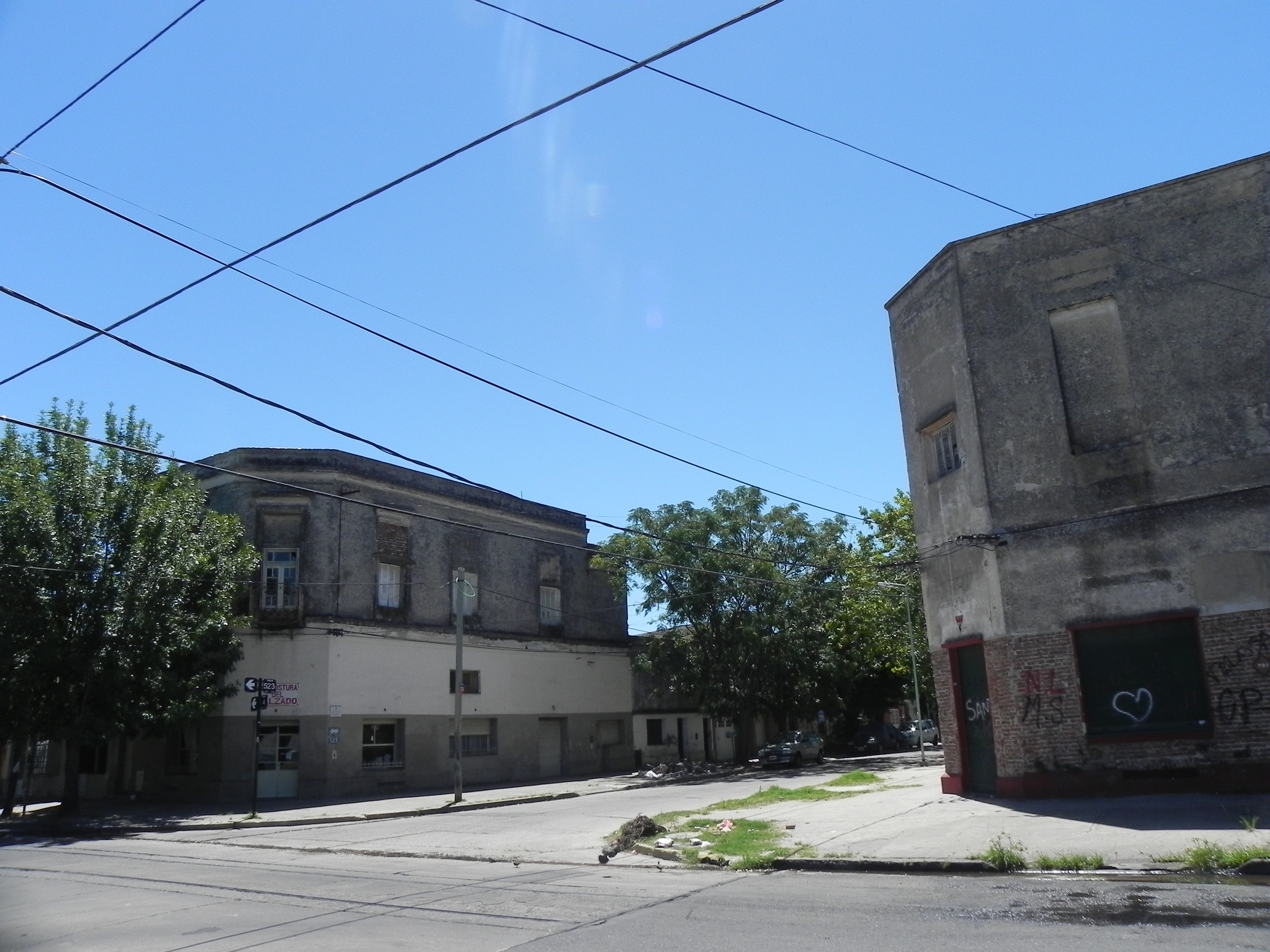
Esquina del barrio Mil Casas

Se trata del primer barrio obrero de Sudamérica, creado por Juan de la Barra en 1888, para alquilar sus casas a los trabajadores del Molino La Julia y los talleres ferroviarios de Tolosa. Al morir De la Barra al año siguiente, el manejo de este poblado quedó en manos de su esposa Emma de la Barra, quien afectada por la crisis de 1890 y la mudanza de los talleres a Liniers en 1905, va a la quiebra. En 1910, al no poder hacerse cargo del pago del préstamo obtenido para financiar este barrio, el banco Hipotecario subastó las casas para saldar su deuda.
En 1999 el Concejo Deliberante de La Plata lo declaró patrimonio arquitectónico y urbanístico de la ciudad.
- Edificio Servente

El edificio fue diseñado por el arquitecto italiano Reinaldo Olivieri, siendo inaugurado en 1924 para que allí funcionara un hogar de niñas huérfanas. Fue manejado por una congregación de monjas hasta la década de 1990, cuando es donado al gobierno de la provincia de Buenos Aires, que decidió restaurarlo para ser sede del conservatorio de música Gilardo Gilardi.

### Monumentos
- Busto de Martín José Iraola: El monumento al fundador data de 1921, ya que fue inaugurado durante los festejos por el 50.º aniversario de la localidad. Lo realizó el escultor tolosano Santiago Chierico, usando como modelo un busto de Iraola que se encontraba en la Escuela N.º 79 y que había sido obsequiado por la familia Smith a los Iraola. El pedestal de granito es obra del artista Vicente Colón, y fue traído desde las canteras de Sierra Chica.

- Busto del Sargento Cabral: Donado a la municipalidad de La Plata por el Círculo de Suboficiales del Ejército, e inaugurado en 1986.

- Faro de la Cultura: Esta obra del artista húngaro Gyula Kosice fue donada a la municipalidad de La Plata por el Centro de Ingenieros de la Provincia de Buenos Aires, con motivo del centenario de la ciudad de La Plata, en 1982.

- Fuente de agua de 7 y 32: Proyectada por la Dirección de Vialidad e inaugurada en 1963. Fue modificada en 2009, y finalmente removida en 2017, siendo reemplazada por una nueva.

- Imagen del Sagrado Corazón de Jesús: En 2004 se inauguró la obra, realizada con fondos donados por el papa Francisco. Fue demolida en 2007 y reemplazada por una nueva obra realizada por el escultor Ricardo Collar.

- Reloj solar: El Rotary Club Tolosa impulsó su creación, inspirados en el reloj solar que el artista Rafael Amorós realizó en la ciudad española de Benigánim. Fue inaugurado en 2010.

- Monumento a la Madre: Se construyó por iniciativa de vecinos nucleados en el Club Los Tolosanos, quedando inaugurado para los festejos del Día de la Madre de 1962. Su autor es Ramón P. Peralta.

- Monumento al Gaucho: La fundación Bases comenzó a promover la creación de este monumento en 1942 por motivo del Día de la Tradición, pero recién quedó inaugurado en 1972. Su autor es Ricardo Dalla Lasta.

- Monolito del Rotary Club: Esta obra de Liliana Glazar, fue inaugurado en 1992.

- Monolito en homenaje a Néstor Miguel González: Inaugurado en 2021 para homenajear al soldado caído en la Guerra de Malvinas, quien fue alumno del Colegio Nuestra Señora del Carmen.

### Espacios verdes
- Parque de la Tradición Nacional
- Parque Mahatma Gandhi
- Plaza 10 de noviembre
- Plaza Albert Sabin
- Plaza Barrio Justicia Social
- Plaza Ciudades Hermanas
- Plaza Comerciantes de Tolosa
- Plaza de la Ingeniería Argentina
- Plaza de las Torres
- Plaza de Los Carreros
- Plaza El Recreo de los Chicos
- Plaza Evita
- Plaza Gauchito Gil
- Plaza La Lucha
- Plaza Lorenzo Manuel Speranza
- Plaza Luis Andrés Antonini
- Plaza Martín José Iraola
- Plaza Mil Casas
- Plaza Nuestra Señora del Carmen

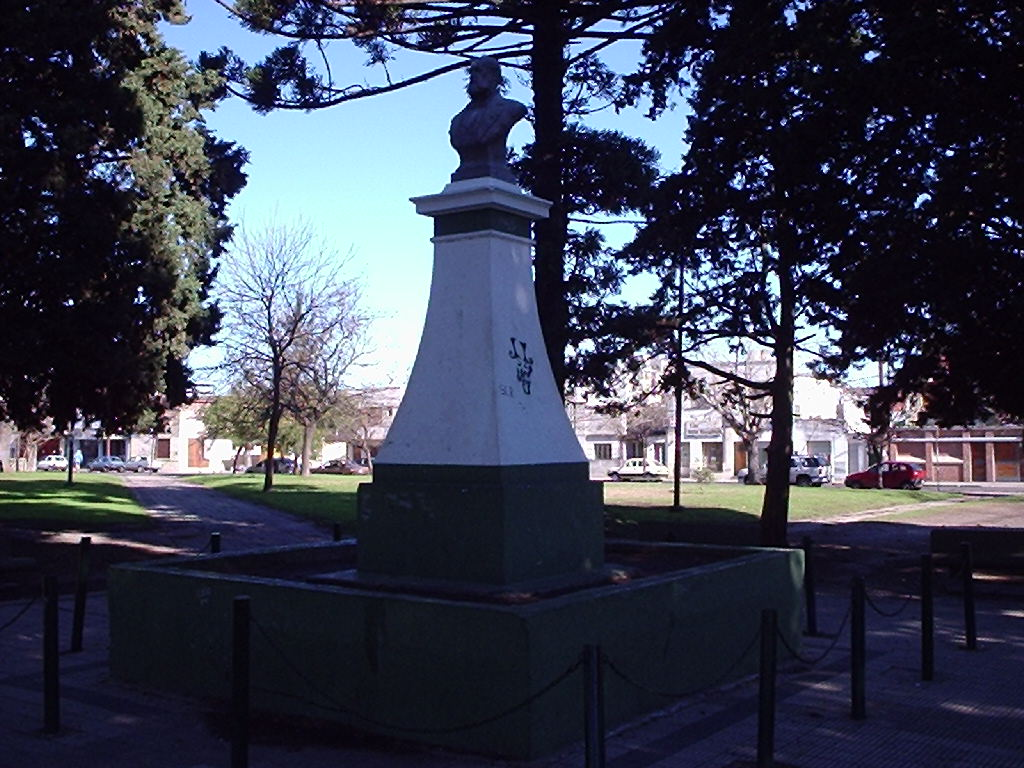
Plaza Martín Iraola y monumento.

- Plaza Nuestra Señora de Copacabana
- Plaza Puente de Hierro
- Plaza Santa Lucía
- Plaza Virgen de Nuestra Señora de la Luz de los Ojos Grandes
- Plazoleta Francisco Timpone

## Clubes e Instituciones

### Clubes
- Centro de Fomento Mundial: Fundado el 10 de abril de 1941, por iniciativa de vecinos, que deseaban un club para reunirse en esa zona de Tolosa. El nombre fue propuesto por José Abal, siendo Mario Gotelli el primer presidente provisorio y Horacio Oslé el elegido para tal cargo. En 1942 se creó la biblioteca Alfonsina Storni.

- Centro de Fomento y Biblioteca “El Cruce”: Fundado para la práctica de fútbol el 25 de mayo de 1951, en calle 522 entre 14 y 15.

- Círculo Cultural Tolosano: El círculo Tolosano surge por iniciativa de un grupo de jóvenes que deseaban un club para practicar el fútbol, y el 27 de febrero de 1926 dan origen al Club Los Tolosanos, iniciando sus actividades en una quinta de 527 entre 117 y 118. El 11 de julio de 1936 es creada la biblioteca popular Mariano Moreno, y al año siguiente el club toma el nombre de Círculo Cultural Tolosano, mudando su sede a 1 entre 528 bis y 529.

- Club Ateneo Popular: Es el club más antiguo del barrio, fundado el 11 de octubre de 1915. Su primer campo de juego estaba en diagonal 74 entre 36 y 115, trasladándose luego al barrio El Dique.

- Club Autonomía Infantil

- Club Barrio Justicia Social: Surgió en 2019 para practicar fútbol, instalándose su campo deportivo en la plaza de 18 y 525.

- Club Comodoro Rivadavia

- Club Corazones Unidos de Tolosa: Su fecha de fundación es el 8 de marzo de 1988.

- Club de Fútbol Infantil Nuestra Señora de Luján

- Club de Rugby Los Tilos: Fundado el 29 de enero de 1944, afiliándose a la Unión Argentina de Rugby dos años después. Se instaló en la actual localización de 22 y 523 en el año 1953.

- Club Diego Rivera

- Club General San Martín: Su fecha de fundación es el 11 de septiembre de 1954, cuando comienza a funcionar en 7 entre 522 y 523. Dos años más tarde se traslada a un lote donado por la familia Salguero en su localización actual.

- Club Social y de Fomento “El Martillo”: Fundado el 4 de mayo de 1953 para la práctica del fútbol. Tuvo su sede en 1 y 520, y actualmente se encuentra en 2 entre 520 y 521.

- Club Social y Deportivo “La Plata V”: Creado a fines de la década de 1970 por José Luis Hubicki y el “Chuby” Leguizamón, para la práctica del fútbol. Tiene su campo de juego en 17 entre 530 y 531.

- Club Social y Deportivo “Los Tolosanos”: Surgió el 20 de noviembre de 1939 para practicar el fútbol, siendo Mario Bacchini su primer presidente. Su sede se encuentra en calle 118 entre 528 y 529.

- Club Social y Deportivo “Pedro Benoit”: Creado el 2 de febrero de 2000 para practicar el fútbol, en un terreno de la Escuela Primaria Nº76. Su primer presidente fue Gabriel Rica.

- Club Social y Deportivo “San Martín”: Fundado el 1 de julio de 1941 en calle 119 entre 531 y 532.

- Club Social y Deportivo “Villa Rivera”: Su fundación data del 23 de diciembre de 1923, cuando varios vecinos deciden crearlo en terrenos del ferrocarril, bajo el nombre de Ferrocarril Sud Tolosano. Su primer presidente fue José Rapán. Tomó el nombre de Club Villa Rivera en 1930, y pocos años después se trasladó a 3 entre 522 y 523. Su biblioteca popular Domingo F. Sarmiento data de esa fecha.

- Club Sudamérica: Es el segundo club más antiguo de Tolosa, ya que su fundación data del 1 de marzo de 1916. Su sede estaba en 1 y 529, siendo Higinio Rodríguez su primer presidente. Originalmente su campo de deportes estaba en 4 y 528, trasladándose luego a 528 entre 4 y 5, donde en 1945 se construyó un edificio para la práctica deportiva. La biblioteca Joaquín V. González que existía en el club, desapareció tras un incendio.

- Club Unión y Formación Fútbol Infantil

- Club Unión y Fuerza: Fundado el 5 de febrero de 1927. Tenía una biblioteca llamada Bartolomé Mitre, que fue ampliada en la década de 1970. En 2002 fue reabierto, gracias a la ayuda de sus socios.

- Club Villa Rivera Asociación Deportiva Infantil: Fundado un 17 de octubre de 2000, en terrenos del ferrocarril, para practicar fútbol.

### Instituciones
- Centro Comunal Tolosa:

- Museo y Archivo Histórico de Tolosa:

- Ferroclub Tolosa: Creado por un grupo de vecinos y ferroaficionados que en 1996 decidieron recuperar una vieja locomotora a vapor, y tras conseguir habilitar uno de los antiguos talleres, fueron incorporando diverso material ferroviario. En 2004 se le impuso el nombre de "Ingeniero Pedro Saccaggio".

- La Fraternidad: La sede tolosana del gremio La Fraternidad fue fundada en 1889, dos años después de su creación en Argentina.[4] En 1921 fue creada en 531 entre 1 y 2 la escuela técnica y biblioteca Ignacio Bertoloni. El actual edificio de 2 y 530 fue inaugurado en 1954, y lo afectó parcialmente un incendio en 2011.[5]

- Unión Ferroviaria: Este gremio fue fundado en 1922, y para 1941 inauguró su sede en calle 2 entre 528 bis y 529.[6]

- Hogar Francés: Fue inaugurado en 1928 por la Sociedad Francesa de Beneficencia, para dar un hogar a las familias de origen francés que no podían costearse la casa propia.[7]

- Instituto Biológico “Dr. Tomás Perón”: Fue fundado en 1950 sobre la base del Instituto de Higiene Experimental del Consejo Superior de Higiene de la Provincia de Buenos Aires, creado en 1887.[8]

- Rotary Club Tolosa El Dique: La sede tolosana del Rotary Club data del 11 de junio de 1969, y estuvo en funcionamiento hasta fines de 2016, cuando fue dada de baja y fusionada con la sede de El Dique.[9]

- El Galpón de Tolosa: este centro cultural y social funciona desde 2007, luego de que un grupo de vecinos recuperara uno de los galpones ferroviarios abandonados. Allí funciona el Bachillerato Popular "El Llamador", el circo social "Escaramujo" y varios talleres.

- La Churrasteca. Biblioteca Popular y Centro Cultural: inaugurada en mayo de 2024, en calle 523 y 119 bis.

### Templos
- Iglesia Bautista Pueblo Nuevo Tolosa

- Iglesia Cristiana Evangélica “Los Tilos”

- Iglesia Medalla Milagrosa: Fundada en 1957, y dependiendo originalmente de la Iglesia Nuestra Señora del Carmen. En 1962 se fundó un colegio junto al templo.[10]

- Iglesia Nuestra Señora de Copacabana: capilla instalada en 1990, dependiendo de la parroquia Nuestra Señora de la Luz.[10]

- Iglesia Nuestra Señora de la Luz: Dependiente de la parroquia Nuestra Señora del Pilar, esta capilla fue instalada en la década de 1970, hasta que en 1980 se la designó como parroquia.[10]

- Parroquia Nuestra Señora del Carmen: Si bien desde la década de 1870 hubo intentos por dotar a Tolosa de un templo, estas peticiones recién se hicieron posibles en 1902, cuando monseñor Juan Nepomuceno Terrero crea la parroquia de Nuestra Señora del Carmen. Originalmente funcionó en el actual edificio del Museo del Automóvil Rau, hasta que en 1906 se inaugura el edificio de calle 115 entre 530 y 531.

- Iglesia Santa Lucía: La piedra fundamental del actual templo fue colocada en 1957, y recién en 1983 pudo hacerse el actual templo, que en sus inicios funcionó también como colegio.[11]

- Iglesia Sor María Ludovica: inaugurada el 8 de mayo de 2011 en un predio que la Municipalidad cedió el Arzobispado de La Plata.[12]

- Iglesia Nueva Apostólica: Si bien esta Iglesia ya funcionaba desde 1930, su llegada a Tolosa data de mediados de la década de 1980, cuando se inauguró el templo de calle 529 entre 12 y 13.[12]

- Ministerio evangélico pentecostal "Fuego de Dios"

- Salón del Reino de los Testigos de Jehová: Los Testigos de Jehová llegan a La Plata en 1940, y una década después se instalan en Tolosa. Allí levantaron su templo en una casa particular de calle 5 entre 525 y 526.[12]

### Otras instituciones
- La fábrica de cerveza Astor Birra, de Tolosa, es un emprendimiento reconocido internacionalmente por premios obtenidos por la calidad de su cerveza.[cita requerida]

## Educación
- Colegio Nuestra Señora del Carmen: Fundado en 1957 como jardín de infantes, y luego transformándose en escuela primaria. En 1962 fue creado el colegio secundario, y años después se construyó el actual edificio.[13]

- Colegio Santa Lucía: Surgió en 1958 en la casa de la familia Peri, en 522 entre 5 y 6. Tuvo varias sedes hasta que en 1962 se construyó el primer salón de clases, y al poco tiempo se hicieron más aulas.[13]

- Escuela Primaria Nº29 “Joaquín Castellanos”:

- Escuela Primaria N.º 30 “Prof. Teresa Pucciarelli”: La escuela surgió en 1960 por iniciativa de un grupo de vecinos, y dos años más tarde se le impuso su nombre. Recién en 1973 tuvo edificio propio, que estuvo en pie hasta 2016, cuando se inauguró el actual.[14]

- Escuela Primaria N.º 31 “Nuestra Señora del Carmen”: El colegio surgió en 1885 y tuvo varias sedes, instalándse en Tolosa hacia 1892. Por unos años funcionó en un terreno donado por Emma de la Barra en el barrio de las Mil Casas, hasta que finalmente en 1915 se estableció en call 3 entre 527 y 528. El actual edificio fue inaugurado por Evita y Juan Domingo Perón en 1946, tres años después de que se le impusiera el nombre de "Nuestra Señora del Carmen".[15]

- Escuela Primaria N.º 76 “Ing. Pedro Benoit”: Fue creada en 1972 gracias a la iniciativa de los vecinos, que deseaban contar con una escuela en esa zona de Tolosa.[16]

- Escuela Primaria N.º 79 “José María Bustillo”: En 1907 el gobernador Ignacio Darío Irigoyen colocó la piedra fundamental de esta escuela, cuyo edificio fue inaugurado en 1910.[17]

- Escuela Primaria N.º 89 “Juan Zorrilla de San Martín”: Fue fundada en 1930 en el casco de estancia que la familia Rivera tenía en 5 y 520.[17]

- Escuela Primaria N.º 124 “Paula Albarracin de Sarmiento”: La escuela fue inaugurada en 1958 en 118 y 522, por iniciativa de Jorge H. Concistre. En 2012 fue inaugurado un nuevo edificio sobre calle 12o entre 523 y 524.[18]

- Escuela Secundaria N.º 11 "Prof. Juan Mantovani"

- Escuela Secundaria N.º 50 “Miguel Bru”: Inaugurada en 2006. Años más tarde se mudó al nuevo edificio de 120 entre 523 y 524, y en 2020 se le impuso su nombre actual.[19]

- Escuela Secundaria N.º 79

- Escuela Secundaria N.º 92

- Escuela de Educación Media N.º 5 “Perito Moreno”: Dada la necesidad de una escuela de comercio en Tolosa, los vecinos impulsaron su creación a mediados de la década de 1960. Comenzó a funcionar en 1968 en el edificio de la Escuela N.º79, cuyas instalaciones fueron reacondicionadas a tal fin. En 1980 se le impuso el nombre actual, y pocos años después comenzó a construirse su edificio propio sobre calle 531 entre 115 y 115 bis.[20]

- Escuela Tecnológica N.º 8 “Juan Bautista Alberdi”: Fue creada en 1946 para la ciudad de Berisso, aunque nunca funcionó en dicha ciudad, sino en el edificio del Colegio Industrial "Abert Thomas" de La Plata. En 1972 quedó inaugurado el actual edificio de 526 entre 7 y 8.[21]

## Cultura y fiestas
- Aniversario de Tolosa: Desde 1921 se celebra el aniversario de fundación de Tolosa, que originalmente era el 7 de julio, por la celebración vasca del Día de San Fermín. Cuando en 1971 llegó el centenario, una comisión determinó que al no existir documentación escrita que avalara la fecha del 7 de julio, se elegía como fecha fundacional de Tolosa al 20 de diciembre de 1871, cuando fue aprobado su trazado.[22]

- Candombe del 25: Desde 2005 se celebra en Tolosa la "llamada del candombe", también conocida como "Candombe del 25" ya que conmemora la Revolución de Mayo del 25 de mayo de 1810.[23]

- Fiestas patronales de Nuestra Señora del Carmen: Se celebran cada 16 de julio, Día de la Virgen del Carmen.

- Fiestas patronales de la Virgen de la Medalla Milagrosa: Se celebran cada 27 de noviembre, Día de la Virgen de la Medalla Milagrosa.

- Fiestas patronales de Nuestra Señora de Copacabana: Se celebran cada 5 de agosto, Día de Nuestra Señora de Copacabana. Este festejo está fuertemente vinculado a la comunidad boliviana del barrio, que realiza esta celebración desde la década de 1980.

## Vecinos destacados
- Alejandro Sabella: Jugó en el Club Estudiantes de La Plata entre 1981 y 1987, obteniendo el Torneo Metropolitano 1982 y el Torneo Nacional 1983. Volvió al club como entrenador en 2009, logrando alzarse con la Copa Libertadores 2009 y el Torneo Apertura 2010. En 2011 fue elegido como director técnico de la Selección Argentina, obteniendo en 2014 el subcampeonato de la Copa Mundial de Fútbol de 2014. Murió el 8 de diciembre de 2020.

- Alberto Leonforte: Nació el 15 de noviembre de 1950 en La Plata. Estudió en la Escuela Primaria Nº31 y luego en la Escuela Técnica Nº3. Finalmente, se graduó como arquitecto en la Facultad de Arquitectura y Urbanismo de la Universidad Nacional de La Plata. Se especializó en preservación, conservación y reciclaje del Patrimonio Monumental Urbano y Rural, formando parte del Consejo Internacional de Monumentos y Sitios de Argentina. Se encargó de restaurar el Teatro Municipal Coliseo Podestá, Palacio López Merino, el Teatro Auditorio del Pasaje Dardo Rocha, el macizo fundacional de La Plata, la Basílica de San Ponciano y el Museo Dardo Rocha.[24]

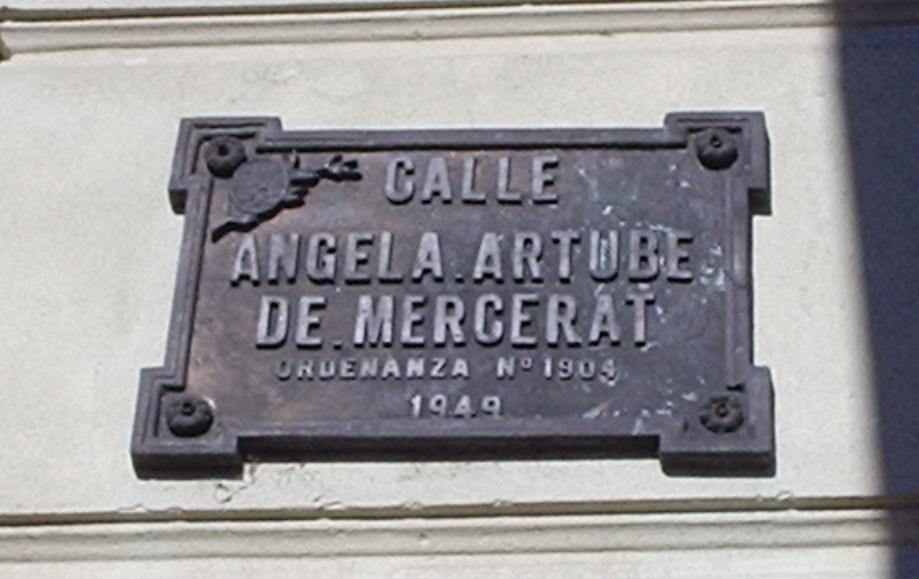
Placa de Homenaje a Ángela Artube.

- Ángela Artube de Mercerat: Llegó a Tolosa en 1872, y tres años más tarde fundó la primera escuela de la localidad en su casa de calle 2 Nº225 entre 529 y 530. En el año 1949, la municipalidad de La Plata le rindió homenaje imponiendo su nombre a la calle 530.

- Ángela "Pirula" Ottonello: Fue maestra en la Escuela N.º 102 de 7 y 32, y luego en la Escuela N.º 79 de 115 bis entre 530 y 531, desde que tenía 25 años hasta el momento de su jubilación. Falleció en 2017.[25]

- Carlos "Payasín" Balbuena: Nació en 1951.[26] Comenzó a actuar de payaso en 1988, tomando el nombre de "Payaso Lelo" para un acto en la Escuela N.º 63. La directora no estaba de acuerdo con ese nombre y lo rebautizó como "Payasín". Desde entonces actúa de manera solidaria en escuelas, hogares, comedores y otros lugarse de todo el país.[27]

- Cristina Fernández de Kirchner: Estudió en la Facultad de Ciencias Jurídicas y Sociales de la Universidad Nacional de La Plata. Allí conoció a Néstor Kirchner con quien contrajo matrimonio en 1975. Fue legisladora provincial, y senadora nacional por la provincia de Santa Cruz. En 1997 fue electa diputada por la misma provincia. Fue dos veces presidenta de la Nación, en los períodos (2007-2011) y (2011-2015), siendo la primera mujer en ser electa y reelecta en el país. En 2017 fue electa senadora nacional por la provincia de Buenos Aires, y vicepresidente de la Nación Argentina en el periodo 2019-2023, en fórmula con Alberto Fernández.

- Edgardo "Ruso" Prátola: Nació en la ciudad de La Plata el 20 de mayo de 1969. Comenzó a jugar en Estudiantes de La Plata en 1988, donde logró el ascenso en 1995.

- Eduardo Miche: Nació en Suiza en 1834, llegando a Argentina en 1860, el mismo año que Martín J. Iraola lo designó como mayordomo de sus tierras en las Lomas de la Ensenada. Fue quien plantó los Eucalyptus del actual paseo del Bosque, y estuvo al cuidado de este parque hasta tiempo después de la fundación de La Plata. Vivió en la casa aún existente en 1 y 528 bis.

- Emilio Cecchini: Nació en Ciudadela, llegando de niño a Tolosa junto a sus padres. Estudió en el Colegio Nacional Rafael Hernández y finalmente en la Facultad de Medicina de la Universidad Nacional de La Plata, donde se recibió de médico, especializándose en la pediatría. Trabajó en el Hospital de Niños de La Plata, fue profesor en la Facultad de Medicina e investigador.[28] Falleció en 2014. Obtuvo la distinción de "Maestro de la Medicina" (2002) en el Colegio de Médicos de la Provincia de Buenos Aires y la Sociedad Médica de La Plata, "Ciudadano ilustre" (2004) por la Municipalidad de La Plata, y en 2017 fue declarado "Ciudadano ilustre post-mortem de la Provincia de Buenos Aires" por el Senado y Cámara de Diputados de la provincia de Buenos Aires.[29]

- Esteban Mellino: Nació en la ciudad de Buenos Aires el 13 de marzo de 1945. Trabajó en televisión y cine, haciéndose famoso por su personaje licenciado Diógenes Lambetain, creado en la década de 1980.

- Estela de Carlotto: Nació el 22 de octubre de 1930, en Buenos Aires. Se casó con Guido Carlotto, con quien tuvo cuatro hijos.[30] Durante el Proceso de Reorganización Nacional, el 5 de agosto de 1977, las fuerzas armadas secuestraron y torturaron a su esposo, que fue liberado luego del pago de 40 millones de pesos[31] A finales de noviembre de 1977, su hija Laura, embarazada de tres meses, fue secuestrada y conducida al centro clandestino de detención La Cacha, en La Plata,[32] dando a luz mientras estaba detenida. En abril de 1978, Carlotto comenzó a participar en las actividades de las Abuelas de Plaza de Mayo. Meses más tarde los militares le entregaron el cadáver de su hija, a quien enterraron en La Plata días después.[33] Desde 1989 es la presidenta de Abuelas de Plaza de Mayo.[34] En 2014 se pudo identificar a su nieto Ignacio Montoya Carlotto, quien al tener dudas sobre su identidad, se realizó un estudio de ADN.

- Fernando Rapallini: árbitro internacional de fútbol, nacido en La Plata en el año 1978.

- Francisco José Laborde: Nació el 4 de mayo de 1902. Desde 1927 se dedicó a la medicina. Fue historiador, miembro de distintas instituciones como la Sociedad Médica, El Colegio de Médicos, la Liga contra la Tuberculosis, El Club de Gimnasia y Esgrima La Plata, La Asociación Sarmiento, entre otras. Militó en la Unión Cívica Radical. Fue director de la Dirección de Maternidad y Dirección de Acción Médica y Social del Ministerio de Salud de la Provincia de Buenos Aires. Escribió el libro Breve Historia de Tolosa, y desempeñó un papel importante en la modificación de la fecha de fundación de Tolosa. Se retiró de sus actividades relacionadas con la medicina en el año 1970. Falleció el 5 de febrero de 1975. En el año 1984 mediante la Ordenanza N.° 5753, la municipalidad de La Plata impone el nombre de Dr. Francisco J. Laborde a la calle 2 de Tolosa.

- Jorge Hipólito Concistre: Nació el 21 de noviembre de 1928 en La Plata. Estudió en la Escuela Normal N.º 3 "Almafuerte". Trabajó como docente y en 1955 comenzó a promover la creación de escuelas y jardines de infantes en Tolosa y otros barrios de la ciudad. Fue el creador y director de la Escuela Primaria N.º 124 “Paula Albarracin de Sarmiento”, originalmente en calle 118 entre 522 y 523.[18] También impulsó la creación de salas de salud y un complejo deportivo cerca del Mercado de 116 y 520. En 2004 fue declarado "Ciudadano Ilustre" por la municipalidad de La Plata.[35]

- Jorge Marcelo "Alorsa" Pandelucos: Guitarrista y compositor (24 de noviembre de 1970-31 de agosto de 2009), líder del conjunto musical La Guardia Hereje.

- Leopoldo Brizuela: Nació en La Plata un 8 de junio de 1963. Escribió 16 libros, ganando el premio de la Fundación Amalia Lacroze de Fortabat, el Premio Clarín, el Premio Konex y el Premio Alfaguara de Novela.

- Lisandro Magallán: Nació en la ciudad de La Plata el 27 de septiembre de 1993. A los 8 años comenzó a jugar al fútbol en UyFFI, de calle 11 entre 522 y 523, que quedaba a dos cuadras de su casa.[36] Luego hizo las inferiores en el Club de Gimnasia y Esgrima La Plata, debutando en primera división en 2010. Dos años más tarde fue vendido a Boca Juniors, obteniendo cuatro títulos: Campeonato de primera división 2015, Copa Argentina 2014-15, Campeonato de primera división 2016-17 y Campeonato de primera división 2017-18. En 2018 fue traspasado al Ajax de Ámsterdam (Países Bajos), jugando luego en el Deportivo Alavés (España) y Football Club Crotone (Italia). Actualmente se desempeña en el Royal Sporting Club Anderlecht (Bélgica).

- Martín José Iraola: Nació en la ciudad de Buenos Aires el 15 de octubre de 1835. Fue uno de los fundadores de la Sociedad Rural Argentina, y entre 1869-1873 se desempeñó como diputado provincial por la Provincia de Buenos Aires. En 1873 había sido elegido senador provincial, pero dicho cargo quedó vacante tras su muerte el 18 de junio de 1877. Se casó con Francisca Ocampo, hija de José de la Cruz Ocampo, con quien no tuvo hijos.

- Mercedes Torres: Nació en una casa de La Plata, en 32 entre 2 y 3, en el año 1930. A sus 16 años ingresó al Teatro Argentino de La Plata, fundando en 1947 el primer Cuerpo de Baile Estable del teatro. Estudió luego en el Teatro Colón de la ciudad de Buenos Aires junto a Esmée Bulnes, siendo también coreógrafa de la Comedia de la Provincia de Buenos Aires.[37]

- Néstor Ponce: Nació en Tolosa en 1955. Estudió en el Colegio Nacional Rafael Hernández, y tuvo que radicarse en Francia en 1979 durante la dictadura militar. Publicó varias novelas, varias de las cuales han sido premiadas.

- Nevio Américo Correa: Nació en Tolosa un 13 de junio de 1915. Estudió en la Escuela N°5 "Tomás Espora" de 1 y 38, y en el Colegio Nacional Rafael Hernández. Se recibió de médico en la Facultad de Medicina de la Universidad Nacional de La Plata, obteniendo su título en 1942. Comenzó trabajando en el Dispensario Polivalente de 1 entre 528 y 529, y también en el Hogar Francés de 1 y 532. Fue miembro del Rotary Club de Tolosa, la Asociación Amigos de la Calle 2, y el Club Unión y Fuerza. Murió en 1991.[38]

- Rubén "Chuby" Leguizamón: Nació un 13 de agosto de 1944 en el Barrio de las Mil Casas. Trabajó como delegado comunal de Tolosa, y fue uno de los fundadores del Club La Plata V.

- Sebastián Dubarbier: Nació en la ciudad de La Plata el 19 de febrero de 1986. A sus 20 años debutó en Gimnasia y Esgrima La Plata, donde jugó entre 2006 y 2007. Tuvo un paso por varios clubes de Rumania, Francia y España. Entre 2017 y 2018 jugó en Estudiantes de La Plata, para finalmente fichar por el Club Atlético Banfield al año siguiente.Skay Beilinson durante un show brindado en la Ciudad de Corrientes en 2017.

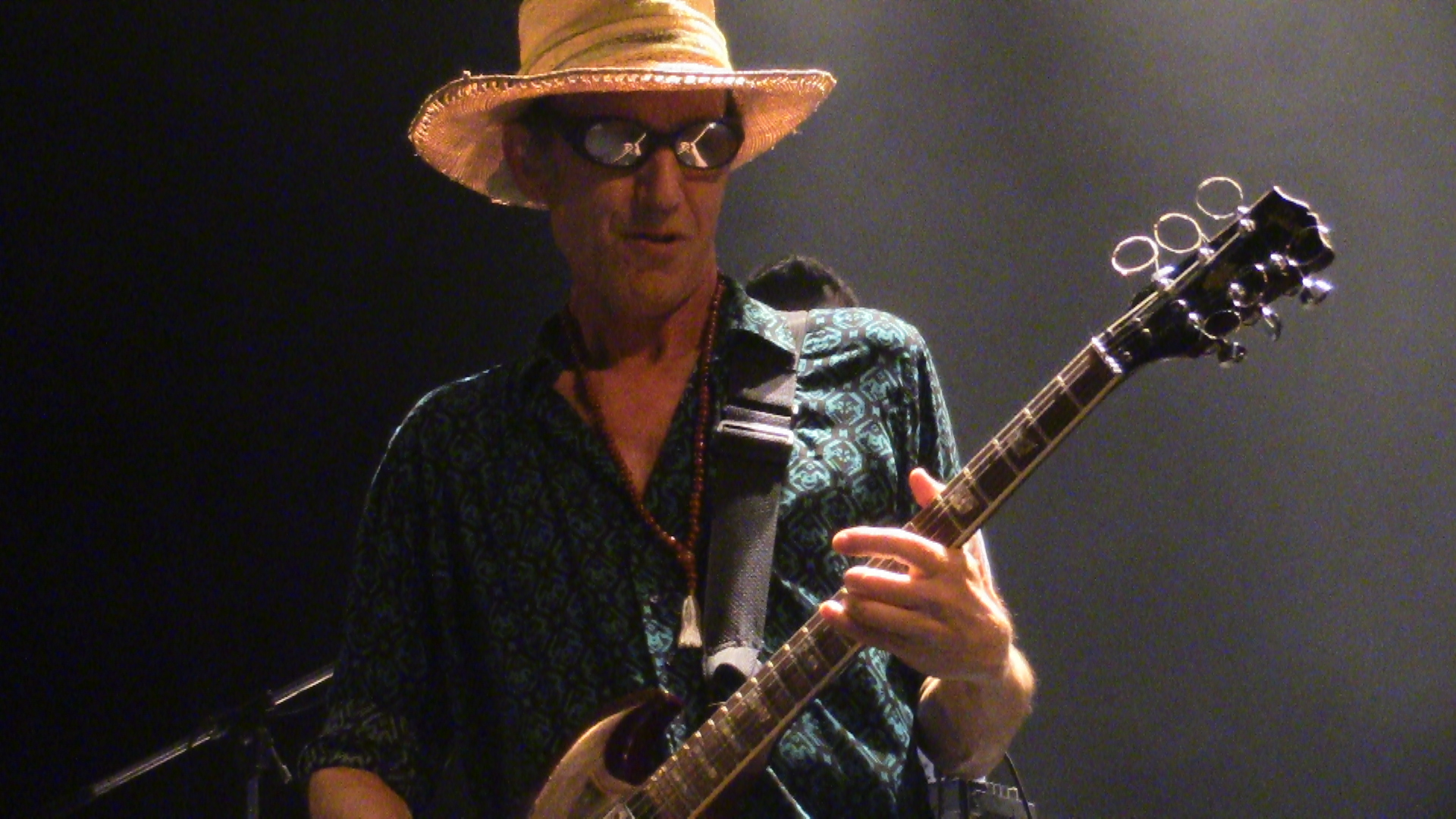
Skay Beilinson durante un show brindado en la Ciudad de Corrientes en 2017.

- Skay Beilinson: Nació en la ciudad de La Plata el 15 de enero de 1952. Vivía junto a la "Negra" Poly en calle 121 entre 526 y 527, y luego en la "Casa de la Luna" de 528 entre 6 y 7. En esta última funcionaba La Cofradía de la Flor Solar, una comunidad de artesanos hippies donde luego formó la banda de rock Patricio Rey y sus Redonditos de Ricota.

- Víctor Basterra: Nació en la ciudad de Buenos Aires en 1944. El 10 de agosto de 1979 fue secuestrado junto con su esposa y su hija recién nacida, y conducido a la Escuela de Mecánica de la Armada, donde permaneció detenido-desaparecido hasta diciembre de 1983. Fue uno de los testigos que declararon en el histórico Juicio a las Juntas, donde presentó las fotos que tomó clandestinamente dentro de la ESMA. Falleció en La Plata en 2020.

## Geografía

### Clima
De clima templado, la temperatura media anual ronda los 16,3 °C y precipitaciones medias anuales calculadas en 993.9 mm. Por su cercanía al Río de la Plata la humedad tiende a ser abundante, siendo la humedad media anual de 80%. En cuanto al viento, su intensidad media anual llega a 12 km/h, siendo predominantes los vientos provenientes del Este, Noreste y Suroeste.
Su temperatura más alta fue de 39 °C en verano y su mínima de -5,7 °C en invierno.
Las nevadas son hechos atípicos y muy poco frecuentes en la ciudad, desde su fundación solo se han producido cinco eventos de caída de nieve: en julio de 1912, en 22 de junio de 1918, en 1928, en el 9 de julio de 2007 y el 6 de junio de 2012.

### Población
Tiene 41 705 habitantes (INDEC 2001).

## Medios de comunicación
- FM 88.3
- FM Cielo 103.5
- Radio La Trinchera
- Revista Infor Mate
- Revista Tiempo

## Transportes

### Colectivos
- Línea Oeste: Ramales 22 y 24.
- Línea Norte: Ramales 10, 11, 12, 13, 15, 16, 17, 18.
- Línea 273: Ramales A1, A2, B11, BC, BG, C, D, F, G, H, I.
- Línea 338 (TALP)
- Línea 518

### Ferrocarril
- Línea General Roca: estación Tolosa

### Tranvías
A Tolosa llegaba el Tranvía Nº13, el cual pasaba por la estación Tolosa y el barrio de las Mil Casas, hasta 7 y 520. Funcionó hasta el año 1966.

## Galería de imágenes de Tolosa
| |
| Avenida 120 (ruta provincial 13) en la localidad de Tolosa, partido de La Plata, Provincia de Buenos Aires, Argentina. |

|                                           |
| Vivienda típica del Barrio Las Mil Casas. |

|                                                                        |
| Imagen ferroviaria durante la nevada histórica del 9 de julio de 2007. |

| |
| Guinche 529 originario del Ferrocarril del Oeste custodiado y reparado por el Ferroclub Argentino sede Tolosa. |